# Canton de Marseille-Sainte-Marguerite
Le canton de Marseille Sainte Marguerite est une ancienne division administrative française située dans le département des Bouches-du-Rhône, dans l'arrondissement de Marseille. Moitié de l'ancien canton de Marseille XX B

## Composition
Le canton de Marseille - Sainte-Marguerite se composait d’une fraction de la commune de Marseille. Il comptait 36 125 habitants (population municipale) au 1er janvier 2012.
| Nom                   | Code Insee | Intercommunalité                   | Population (dernière pop. légale)                |
| --------------------- | ---------- | ---------------------------------- | ------------------------------------------------ |
| Marseille (chef-lieu) | 13055      | Métropole d'Aix-Marseille-Provence | Fraction : 36 125(2012) Commune : 862 211 (2016) |

Quartiers de Marseille inclus dans le canton (environ la moitié du 9e arrondissement):
- La Pauline
- Campagne Ripper
- Dromel
- La Pugette
- Square Michelet
- La Cravache
- Ganay
- Coin-Joli
- Sainte-Marguerite
- Vallon de Toulouse
- Le Cabot
- La Rouvière
- La Panouse

## Représentation
| Période                                  | Période                  | Identité       | Étiquette | Qualité |
| ---------------------------------------- | ------------------------ | -------------- | --------- | --- |
| 2004                                     | janvier 2005 (démission) | Guy Teissier   | UMP       | Retraité Député (1988-2017) Maire du cinquième secteur de Marseille                                           |
| janvier 2005                             | mai 2012                 | Didier Garnier | UMP       | Conseiller du cinquième secteur de Marseille, Conseiller à la Communauté Urbaine Marseille Provence Métropole |
| mai 2012                                 | 2015                     | Sandra Saloum  | UMP       | Conseillère du cinquième secteur de Marseille                                                                 |
| Les données manquantes sont à compléter. |                          |                |           | |

## photo du canton
|  |  |

## Démographie
| 1982 | 1990 | 1999 | 2006   | 2011   | 2012   |
| ---- | ---- | ---- | ------ | ------ | ------ |
| -    | 0    | 0    | 37 736 | 36 250 | 36 125 |